# Sacco van der Made
Gerhard Johannes (Sacco) van der Made (Rotterdam, 4 april 1918 – aldaar, 21 december 1997) was een Nederlands acteur.
Van der Made werd geboren in Rotterdam, op nog geen tweehonderd meter van de ingang van de Rotterdamse Schouwburg, maar bracht zijn jeugd in de provincie Zeeland door. Hij was een halfbroer van auteur Jan van der Made. Van der Made kreeg als bijnaam "Meester van de kleine rol". In 1988 werd hij benoemd tot Ridder in de Orde van Oranje-Nassau.

## Hoorspelkern
Na de hbs had hij een serie van uiteenlopende baantjes en kwam ten slotte bij het toneelgezelschap van Pierre Balledux, waar hij een zwijgende broeder speelde in Joseph in Dothan. Hij werd lid van de Nederlandse hoorspelkern, een groep acteurs die in de periode 1947–1986 de meeste hoorspelen verzorgde. 

## Bekendheid
Zijn film- en televisiecarrière begon in 1960 met Hunted in Holland. Bij het grote publiek kreeg hij bekendheid als politieman adjudant Mudde in Q & Q, met zijn Tja, ja ja ja ja ja ... en als Harry, de broer van Adele Bloemendaal in de klucht comedieserie De Brekers en daarna als Bert Jansen in Het Zonnetje in Huis. Hij speelde jaren bij de Toneelgroep Noorder Compagnie en de Haagse Comedie. Bekendheid bij een jonger publiek verwierf hij doordat hij de stem van Dagobert Duck insprak voor de honderd afleveringen van de tekenfilmserie DuckTales, de daarvan afgeleide film, en enkele andere korte Disney-filmpjes waarin de bekende eend figureerde.

## Van Pipo de Clown tot Vrouwenvleugel
Van der Made speelde in het toneelstuk Anne Frank, de televisieseries Floris, Pipo de Clown en in Het Zonnetje in Huis als Bert, samen met John Kraaijkamp sr. en Pieter Lutz. Daarnaast heeft hij meegewerkt aan talloze hoorspelen. Ook was Van der Made te zien als Berend Groen in de televisieserie De Fabriek, speelde hij mee in De Brekers als Harrie (samen met Adèle Bloemendaal, Rijk de Gooyer, John Kraaijkamp sr. en Ab Abspoel) en speelde hij in de comedy Laat maar zitten de rol van de oude Taco, tussen 1988 en 1990 door de VARA uitgezonden. Een andere rol was die van Flip de Ruis, de vriend van Jantje Kruimel (Ella Snoep), in Vrouwenvleugel.
De laatste rol van Van der Made was een gastrol in de tv-serie Baantjer. In het jaar van zijn overlijden speelde hij in aflevering 2.13, De Cock en de moord onder nul, de rol van Gerard Krol.

## Filmografie

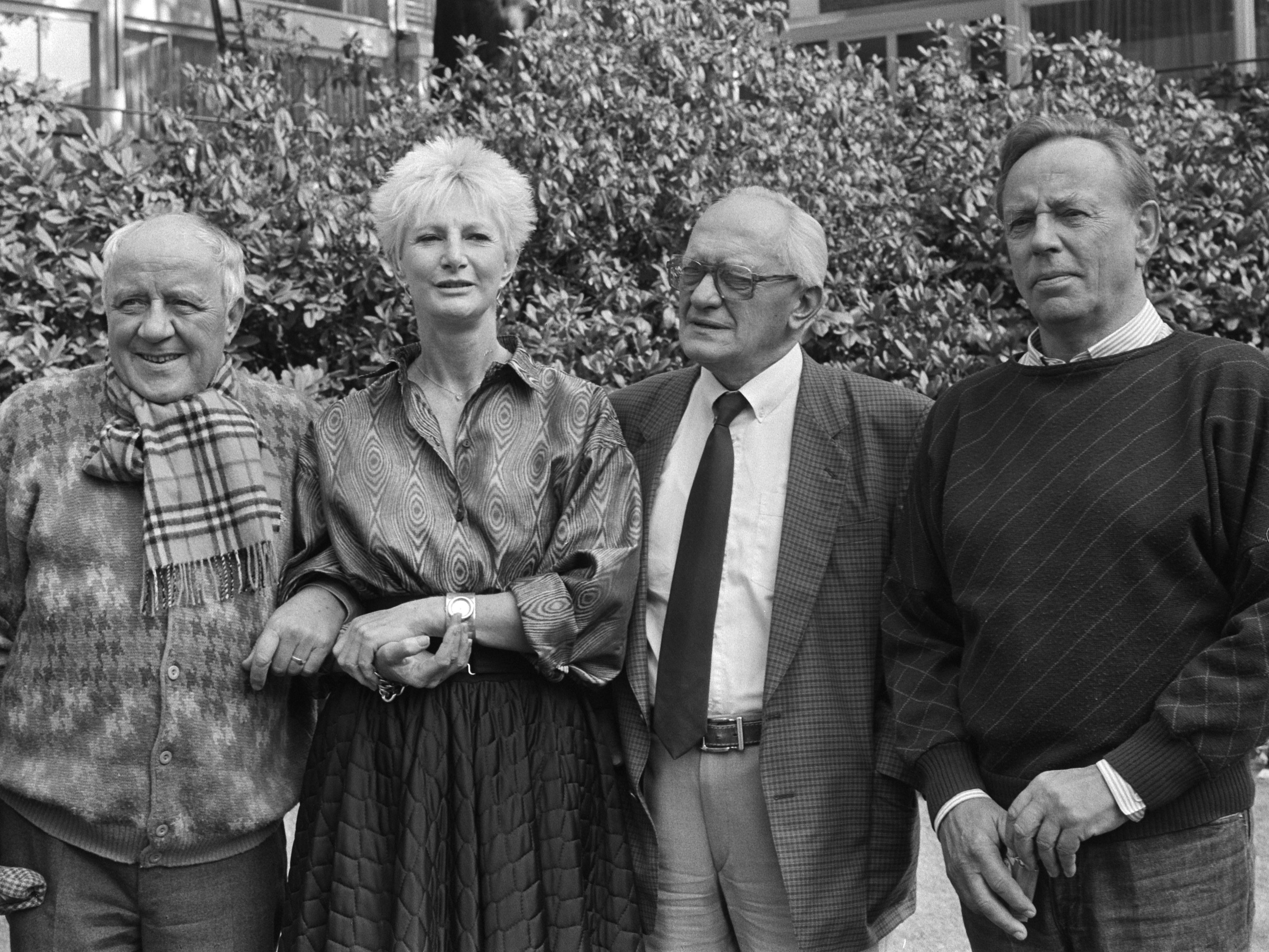
V.l.n.r. John Kraaijkamp sr., Adèle Bloemendaal, Sacco van der Made en Rijk de Gooyer (1985)

- Hunted in Holland (1960) - Hoofdagent
- Bas Boterbloem (televisieserie) - Piet Paardenbloem (1960–1961)
- Kermis in de regen (1962) - Chauffeur
- De twee wezen (televisiefim, 1962) - Laffleur
- De overval (1962) - Merchant
- Als twee druppels water (1963) - Duitse officier
- De vergeten medeminnaar (1963) - Peters
- Dood van een handelsreiziger (1967) - Charley
- Ja zuster, nee zuster (televisieserie) - Rechter (afl. Klaverblaadje, 1967)
- Kaas (televisiefilm, 1968) - Employé van het veem
- Floris (televisieserie) - Jelle Jellezoon, bankier (afl. De vrijbrief, 1969)
- Floris (televisieserie) - Aernhout (afl. De Byzantijnse beker: De genezing, 1969, De Byzantijnse beker: Het toernooi, 1969)
- Wat zien ik!? (1971) - Eigenaar fopwinkel
- Dixon of Dock Green (televisieserie) - Mr. Van Damm (afl. Molenzicht, 1972)
- Kunt u mij de weg naar Hamelen vertellen, mijnheer? (televisieserie, 1973) - Waard hol van de leeuw (afl. 2.05)
- Lifespan (1974) - Dierenvoeder
- Merijntje Gijzen (televisieserie) - Bovenmeester (afl. 1.10, 1974)
- De vijf van de vierdaagse (1974) - Rol onbekend
- Q & Q (televisieserie) - Adjudant Mudde (1974-1976)
- Amsterdam 700 (miniserie, 1975) - Grootvader Persijn
- Zwaarmoedige verhalen voor bij de centrale verwarming (1975) - Lenies vader (Mijnheer Frits)
- Rooie Sien (1975) - Pa Van Buren
- De laatste trein (1975) - Supervisor
- Heb medelij, Jet! (1975) - Eigenaar van witgoedzaak
- Oorlogswinter (televisieserie) - Koetsier (1975)
- Dokter Pulder zaait papavers (1975) - Poelier Pronk
- Kind van de zon (1975) - Boer
- Arnhem: The Story of an Escape (televisiefilm, 1976) - vader
- Verlies (1976) - Rol onbekend
- Hollands Glorie (televisieserie) - Reder De Herder (1977)
- Pipo en de Noorderzon (televisieserie) - Gamle Per (1978)
- Doctor Vlimmen (1978) - Oude boer
- Pastorale 1943 (1978) - Ballegooyen
- De Aristokatten (1978) - Notaris George (stem)
- Pinkeltje (1978) - Troelstra
- Een pak slaag (1979) - Henri Lutters
- Pommetje Horlepiep (televisieserie) - Boer Gerrit/Teun (1976-1979)
- Grijpstra & De Gier (1979) - Constanzes vader
- Erik of het klein insectenboek (televisieserie) - Hommel (1979)
- De beslagen spiegel (televisieserie) - Rol onbekend (1980)
- De blijde dag (televisiefilm, 1980) - Xaveer
- De verjaring (televisiefilm, 1980) - Oude man
- Rouw past Electra (1980) - Seth
- De Fabriek (televisieserie) - Berend Groen (1981)
- Come-Back (1981) - Politieagent
- Dubbelpion (televisieserie) - Hins (1982)
- Als je begrijpt wat ik bedoel (1983) - Brigadier Snuf (stem)
- Vroeger kon je lachen (1983) - Crematie bezoeker
- 'n Moordstuk (1985) - Inspecteur
- De Brekers (1985 - 1988) - Harry
- Dossier Verhulst (televisieserie) - Boer (afl. De vergelding, 1986)
- De ratelrat (1987) - Cafébaas Troelstra
- Honneponnetje (1988) - Hovenier van het klooster
- Laat maar zitten (1988–1990) - Oude Taco
- Medisch Centrum West (1988) - Piet Donkers
- Spijkerhoek (televisieserie) - Klaas Peters (afl. Onvergetelijke tijd, Speurwerk, Bloedgeld, 1990)
- Het spook van Monniksveer (televisiefilm, 1989) - Heertje
- Vrienden voor het leven (televisieserie) - Bloemenverkoper (afl. Zeg het met bloemen, 1990)
- DuckTales (televisieserie) - Dagobert Duck (1988–1991, stem)
- Ducktales de film: Het geheim van de wonderlamp (1990) - Dagobert Duck (stem)
- Belle en het Beest (animatiefilm, 1991) - Monsieur D'Arque (stem)
- Medisch Centrum West (televisieserie) - Piet Donkers (13 afl., 1991)
- Boven de bergen (1992) - Veerman
- Goofy - de voetbalwedstrijd (1992) - Dagobert Duck (stem)
- Rikkie (1992) - Grootvader
- Coverstory (televisieserie) - Walbeek (afl. 1.09, 1993)
- Wat schuift 't (televisieserie) - Opa Aarsman (afl. onbekend, 1995)
- Vrouwenvleugel (televisieserie) - Flip de Ruis (9 afl., 1994-1995)
- De opvolger (televisiefilm, 1996) - Opa Jaspers
- De Buurtsuper (televisieserie) - rol onbekend (afl. Kleren voor Afrika, 1995)
- M'n dochter en ik - Oudere Heer (afl. Katjesspel, 1995)
- De nieuwe moeder (1996) - Schreeuwende zwerver
- De eenzame oorlog van Koos Tak - Winkelier (afl. Villa Cupido, 1996)
- Kool (1997) - Hoofdpersonage
- Het Zonnetje in Huis (televisieserie) - Bert Jansen (seizoen 2-4, 1995-1997)
- Baantjer (televisieserie) - Gerard Krol (afl. De Cock en de moord onder nul, 1997)